# 1229 w polityce
Wydarzenia polityczne w 1229 roku.

## Wydarzenia
- Koniec krucjat przeciw albigensom (traktat paryski)[1].
- Konrad I Mazowiecki napadł i uwięził Henryka Brodatego w Płocku[2][3].

## Zmarli
- Blanka, córka Sancha VI Mądrego i Sanchy Kastylijskiej, siostra Berengarii z Nawarry[4].